# Hrabstwo Kimball

Piramida wieku hrabstwa

Hrabstwo Kimball (ang. Kimball County) – hrabstwo w stanie Nebraska w Stanach Zjednoczonych. W roku 2010 liczba mieszkańców wyniosła 3821. Stolicą i największym miastem jest Kimball.

## Geografia
Całkowita powierzchnia wynosi 2465,7 km² z czego woda stanowi 2,6 km² (0,06%) .

### Miejscowości
- Kimball

### Wioski
- Bushnell
- Dix